# Alice di Lusignano
Alice di Lusignano (ottobre post 1236 – maggio 1290) fu la prima moglie del barone delle Marche gallesi Gilberto di Clare, VII conte di Gloucester; era nipote di Enrico III d'Inghilterra.
Si vocifera che Alice divenne l'amante del cugino Edoardo I d'Inghilterra quando venne brevemente imprigionata a causa delle accuse rivolte al marito, accusato di aver tradito la corona.

## Biografia

### Infanzia

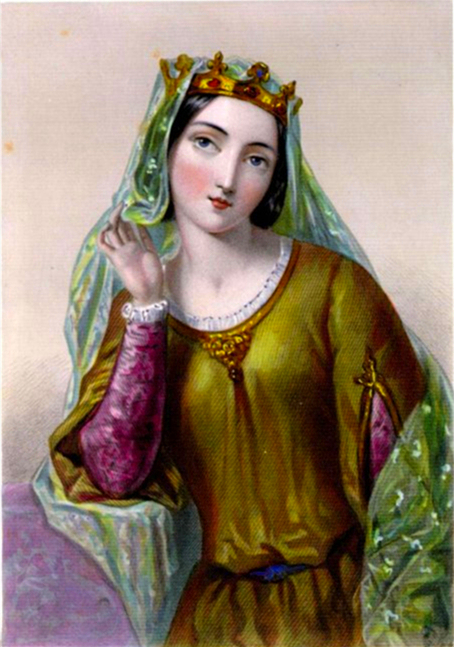
Isabella d'Angoulême in un'illustrazione ottocentesca di John William Wright

Alice di Lusignano nacque qualche tempo dopo l'ottobre 1236, ad Angoulême da Ugo XI di Lusignano, Conte della Marche, e Iolanda di Bretagna; sua nonna paterna era Isabella d'Angoulême che in prime nozze aveva sposato Giovanni d'Inghilterra ed in seconde nozze Ugo X di Lusignano, il che rendeva Alice nipote di Enrico III d'Inghilterra.

### Matrimonio

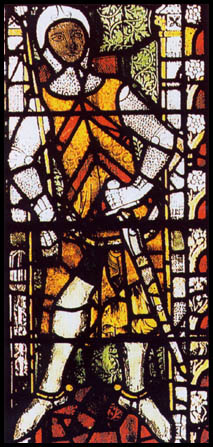
Gilberto di Clare, VII conte di Gloucester, in una vetrata dell'Abbazia di Tewkesbury

La data dell'arrivo di Alice in Inghilterra non ci è nota; sappiamo che suo padre venne ucciso il 6 aprile 1250 alla battaglia di Fariskur, in Egitto, durante la Settima crociata e che nel 1253 ella andò in sposa a Gilberto di Clare, VII conte di Gloucester. 
Egli era figlio di Riccardo di Clare, VI conte di Gloucester e di Matilde de Lacy e all'epoca del matrimonio aveva appena dieci anni, mentre Alice doveva ormai essere in piena adolescenza. Con gli anni Gilberto sarebbe diventato uno dei più potenti e ricchi nobili del paese; dal loro matrimonio nacquero due figlie.

### Relazione con Edoardo I d'Inghilterra

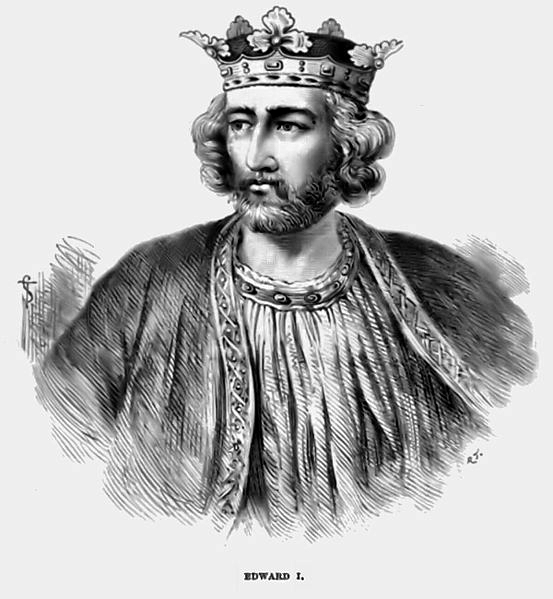
Edoardo I d'Inghilterra

Le cronache dell'epoca descrivono Alice come una donna bella con capelli e occhi scuri, piuttosto incline al flirt e che, nell'aspetto, assomigliava molto alla nonna Isabella. Nella tarda estate del 1259 ella strinse amicizia col cugino Edoardo e quando, diversi anni dopo, nel 1264, esplose la Seconda guerra dei baroni, Gilberto si schierò con il capo dei ribelli Simone V di Montfort. Edoardo si mise alla testa dell'esercito dei realisti per sconfiggere ogni sacca di ribellione; nella sua caccia ai traditori conquistò il castello di Tonbridge, nel Kent, ed Alice, che vi risiedeva, venne presa prigioniera. Voci mai sopite vogliono che il giovane principe e la cugina siano divenuti amanti nel breve periodo della sua prigionia che coincise, per puro caso, con un periodo di assenza della moglie di Edoardo, Eleonora di Castiglia, che era andata in Francia.
Alla battaglia di Lewes del 1264 i baroni ottennero una netta vittoria e Gilberto, che contribuì al successo dell'esercito baronale, venne nominato cavaliere assieme al fratello Tommaso de Clare. Sembrava che Montfort avesse ormai vinto tanto che, di fatto aveva assunto il comando del paese. Nel mese di ottobre del 1264 il Papa Urbano IV scomunicò Gilberto che, cambiando bandiera, offrì la propria fedeltà a Edoardo. L'anno seguente, alla battaglia di Evesham, Montfort venne ucciso ed Edoardo ricompensò Gilberto per i servigi resi donandogli i castelli di Abergavenny e Brecon e facendolo diventare il più importante signore delle Marche gallesi.

### Annullamento del matrimonio e morte
Dal 1267 Alice e suo marito iniziarono a vivere separati e nel 1271 si separarono formalmente, tanto che il matrimonio venne dichiarato nullo il 16 maggio 1285.
Il 30 aprile 1290 Gilberto si risposò con Giovanna Plantageneta, una delle figlie di Edoardo che, da molti anni, era ormai Edoardo I d'Inghilterra.
Alice morì nel maggio 1290.

## Discendenza
Dal matrimonio tra Alice e Gilberto di Clare, VII conte di Gloucester nacquero:
- Isabel de Clare (10 marzo 1263-1333), sposò brevemente Guy de Beauchamp, X conte di Warwick e in seconde nozzè sposò Maurice de Berkeley (aprile 1271-31 maggio 1326) e morì senza figli;
- Joan de Clare (1264-dopo il 1302), sposò in prime nozze Donnchadh III, conte di Fife.

## Ascendenza
|                      |                     |                         | Genitori                               |  |  | Nonni |  |  | Bisnonni            |  |  | Trisnonni                 |  |
|                      |                     |                         |                                        |  |  |       |  |  | Ugo IX di Lusignano |  |  | Ugo il Bruno di Lusignano |  |
|                      |                     |                         |                                        |  |  |       |  |  | Ugo IX di Lusignano |  |  | Ugo il Bruno di Lusignano |  |
|                      |                     | Orengarda               |                                        |  |  |       |  |  | Ugo IX di Lusignano |  |  |                           |  |
| Ugo X di Lusignano   |                     |                         |                                        |  |  |       |  |  | Ugo IX di Lusignano |  |  |                           |  |
|                      |                     | Agata di Preully        | Pietro II Montrabel di Preully-Vendôme |  |  |       |  |  |                     |  |  |                           |  |
|                      |                     | Agata di Preully        | Pietro II Montrabel di Preully-Vendôme |  |  |       |  |  |                     |  |  |                           |  |
|                      |                     | Agata di Preully        | …                                      |  |  |       |  |  |                     |  |  |                           |  |
| Ugo XI di Lusignano  |                     | Agata di Preully        |                                        |  |  |       |  |  |                     |  |  |                           |  |
|                      |                     | Ademaro III d'Angoulême | Guglielmo VI d'Angoulême               |  |  |       |  |  |                     |  |  |                           |  |
|                      |                     | Ademaro III d'Angoulême | Guglielmo VI d'Angoulême               |  |  |       |  |  |                     |  |  |                           |  |
|                      |                     | Ademaro III d'Angoulême | Margherita di Turenne                  |  |  |       |  |  |                     |  |  |                           |  |
| Isabella d'Angoulême |                     | Ademaro III d'Angoulême |                                        |  |  |       |  |  |                     |  |  |                           |  |
|                      |                     | Alice di Courtenay      | Pietro I di Courtenay                  |  |  |       |  |  |                     |  |  |                           |  |
|                      |                     | Alice di Courtenay      | Pietro I di Courtenay                  |  |  |       |  |  |                     |  |  |                           |  |
|                      |                     | Alice di Courtenay      | Elisabetta di Courtenay                |  |  |       |  |  |                     |  |  |                           |  |
| Alice di Lusignano   |                     | Alice di Courtenay      |                                        |  |  |       |  |  |                     |  |  |                           |  |
|                      | Roberto II di Dreux | Roberto I di Dreux      |                                        |  |  |       |  |  |                     |  |  |                           |  |
|                      | Roberto II di Dreux | Roberto I di Dreux      |                                        |  |  |       |  |  |                     |  |  |                           |  |
|                      | Roberto II di Dreux | Agnese di Baudement     |                                        |  |  |       |  |  |                     |  |  |                           |  |
| Pietro I di Bretagna | Roberto II di Dreux |                         |                                        |  |  |       |  |  |                     |  |  |                           |  |
|                      |                     | Yolanda di Coucy        | Rodolfo I di Coucy                     |  |  |       |  |  |                     |  |  |                           |  |
|                      |                     | Yolanda di Coucy        | Rodolfo I di Coucy                     |  |  |       |  |  |                     |  |  |                           |  |
|                      |                     | Yolanda di Coucy        | Agnese di Hainaut                      |  |  |       |  |  |                     |  |  |                           |  |
| Iolanda di Bretagna  |                     | Yolanda di Coucy        |                                        |  |  |       |  |  |                     |  |  |                           |  |
|                      |                     | Guido di Thouars        | Goffredo di Thouars                    |  |  |       |  |  |                     |  |  |                           |  |
|                      |                     | Guido di Thouars        | Goffredo di Thouars                    |  |  |       |  |  |                     |  |  |                           |  |
|                      |                     | Guido di Thouars        | Aumou                                  |  |  |       |  |  |                     |  |  |                           |  |
| Alice di Thouars     |                     | Guido di Thouars        |                                        |  |  |       |  |  |                     |  |  |                           |  |
|                      |                     | Costanza di Bretagna    | Conan IV di Bretagna                   |  |  |       |  |  |                     |  |  |                           |  |
|                      |                     | Costanza di Bretagna    | Conan IV di Bretagna                   |  |  |       |  |  |                     |  |  |                           |  |
|                      |                     | Costanza di Bretagna    | Margherita di Huntingdon               |  |  |       |  |  |                     |  |  |                           |  |
|                      |                     | Costanza di Bretagna    |                                        |  |  |       |  |  |                     |  |  |                           |  |